# Понедельники на солнце
«Понедельники на солнце» (также: «Понедельники под солнцем», «Солнечные понедельники», исп. Los lunes al sol) — социальная драма испанского режиссёра Фернандо Леона де Араноа, обладатель многих наград. Также был выдвинут испанскими кинематографистами на соискание премии «Оскар». Слоган фильма: «Этот фильм не основан на реальной истории. Он основан на тысячах». Несмотря на простоту сюжета, фильм имел в Испании неплохой коммерческий успех.
В основу сценария легли реальные события в астурийском городе Хихон на севере Испании, где судоверфь «Наваль Хихон» в течение долгого времени находится под угрозой закрытия по причине тяжелого кризиса.
Съёмки проходили в городе Виго (провинция Понтеведра).

## Сюжет
«Понедельники на солнце» начинаются с журналистского репортажа о столкновениях между полицией и рабочими, уволенными в связи с закрытием судоверфи в североиспанском городке, так как владельцы верфи посчитали более выгодным продать эти земли под строительство элитной недвижимости. В центре фильма — история нескольких безработных мужчин, которым так и не удалось устроить свою жизнь спустя два года после того, как они остались на улице. Они встречаются в баре Рико (Хоакин Климент), единственного, кому удалось выстоять, так как он вложил денежную компенсацию в покупку бара, а по понедельникам сидят на прогретых солнцем камнях на берегу моря.
Санта (Хавьер Бардем), неформальный лидер компании, мечтает о прекрасной стране Австралии, придумывает несуществующий язык, в знак протеста совершает акты гражданского неповиновения, например, разбивает уличный фонарь, хотя ему нечем заплатить штраф. Лино (Хосе Анхель Эхидо), немолодой семейный человек, упрямо старается найти работу, но везде требуются лишь молодые. Хосе (Луис Тосар) с трудом переносит, что его жене (Ньеве Медина) приходится работать за двоих, теряя здоровье, и опасается, что она бросит его. Рейна (Энрике Вильен) устраивается на работу охранником и тайно приводит друзей смотреть футбольный матч с крыши стройки рядом со стадионом. Интересно, что во время просмотра матча заходит разговор о знаменитом российском вратаре Льве Яшине, упоминается его прозвище «Чёрный паук». Амадор (Сельсо Бугальо) спивается после ухода жены и совершает самоубийство. В их компании есть даже русский эмигрант Сергей (Серж Рябукин), который во времена СССР готовился к полету в космос в Центре подготовки космонавтов имени Ю. А. Гагарина. Но Советский Союз распался, и Сергей оказался в Испании среди безработных.
Примечателен анекдот, который рассказывает Сергей (цитата): «Встречаются два старых друга, члена партии, и один другому говорит: „Ты знаешь, всё, что нам говорили про коммунизм, — это ложь“. А другой отвечает: „Это ещё не самое плохое. Самое плохое то, что всё, что нам говорили про капитализм, — это правда“».
Их будущее — вечный понедельник на солнце, наполненный монотонной тоской, которая затягивает их, словно болото, и лишает сил бороться. Но порой они взрывают эту тоску нелепыми выходками, придавая фильму трагикомический оттенок, и, несмотря ни на что, продолжают оставаться людьми, способными на верность, дружбу, сострадание.

## В ролях
| Актёр             | Роль   |
| ----------------- | ------ |
| Хавьер Бардем     | Санта  |
| Луис Тосар        | Хосе   |
| Хосе Анхель Эхидо | Лино   |
| Ньеве де Медина   | Ана    |
| Энрике Вильен     | Рейна  |
| Сельсо Бугальо    | Амадор |
| Серж Рябукин      | Сергей |
| Хоакин Климент    | Рико   |
| Аида Фольк        | Ната   |
| Фернандо Техеро   | Ласаро |
| Лаура Домингес    | Анхела |

## Награды и номинации
Фильм получил 37 наград и 18 номинаций международных, испанских и латиноамериканских фестивалей и кинопремий, в том числе:
- Премия Гойя:
  - Лучший фильм (награждён)
  - Лучший режиссёр (Фернандо Леон де Араноа, награждён)
  - Лучший актёр (Хавьер Бардем, награждён)
  - Лучший актёр второго плана (Луис Тосар, награждён)
  - Лучший актёрский дебют в мужской роли (Хосе Анхель Эхидо, награждён)
  - Лучший актёрский дебют в женской роли (Ньеве де Медина, номинирована)
  - Лучший оригинальный сценарий (Фернандо Леон де Араноа и Игнасио дель Мораль, номинированы)
  - Лучший монтаж (Начо Руис Капильяс, номинирован)
- Фестиваль в Сан-Себастьяне

«Золотая раковина» за лучший фильм (награждён)
- Премия Европейской киноакадемии (Феликс):
  - Лучший актёр (Хавьер Бардем, номинирован)
  - Лучшая актриса (Ньеве де Медина, номинирована)
  - Лучший режиссёр (Фернандо Леон де Араноа, награждён)
- Премия Союза актеров (Unión de Actores, Испания)
  - Лучший актёр (Хавьер Бардем, награждён)
  - Лучший актёр второго плана (Хоакин Климент, награждён)
  - Лучшая актриса второго плана (Ньеве де Медина, награждена)
  - Лучший женский актёрский дебют (Ньеве де Медина, награждена)
  - Лучший мужской актёрский дебют (Хосе Анхель Эхидо)
- Премия Ассоциации кинокритиков (Испания)
  - Лучший фильм (награждён)
  - Лучший режиссёр (Фернандо Леон де Араноа, награждён)
  - Лучший актёр (Хавьер Бардем, награждён)
  - Лучший актёр второго плана (Луис Тосар, награждён)
  - Лучшая актриса второго плана (Ньеве де Медина, награждена)
  - Лучший сценарий (Фернандо Леон де Араноа, награждён)
  - Лучший оператор (Альфредо Фернандес Мендес, номинирован)
  - Лучший монтаж (Начо Руис Капильяс, номинирован)
  - Лучшая оригинальная музыка (Лусио Годой, номинирован)

и другие.